# Remee
 (juin 2010).
Si vous disposez d'ouvrages ou d'articles de référence ou si vous connaissez des sites web de qualité traitant du thème abordé ici, merci de compléter l'article en donnant les références utiles à sa vérifiabilité et en les liant à la section « Notes et références ».
Remee, de son vrai nom Mikkel Johan Imer Sigvardt, né le 8 novembre 1974 à Frederiksberg  au Danemark, est un auteur-compositeur et producteur danois.

## Biographie
Tout au long de sa carrière, Remee a écrit plus de 60 chansons dans le monde qui se sont vendues à plus de 25 millions d'exemplaires. Il a coécrit plusieurs chansons avec Thomas Troelsen.
En 2003, il a coécrit Superstar, le succès international de Jamelia initialement interprétée par la chanteuse danoise Christine Milton, ce qui lui a valu entre autres l'Ivor Novello Awards.
En 2005, Remee, Nicolai et Rasmus Seebach ont composé la chanson hommage aux victimes du tsunami de 2004. Remee, accompagné par plusieurs célébrités danoises, a interprété la chanson Hvor små vi er qui sera 13 fois disque de platine et amassera plus de 3 millions de couronnes danoises (400 000 euros) pour les victimes du tsunami.
En 2008, 2009 et 2010, il fait partie du jury du X Factor danois, une émission populaire de TV show (avec Lina Rafn et Thomas Blachman (2008-2009), et avec Pernille Rosendahl et Soulchock en 2010).
En outre, il a coécrit Disappear, la chanson ayant concouru pour l'Allemagne au Concours Eurovision de la chanson 2008, interprétée par No Angels.
Il a composé Dysfunctional Family du groupe électro-pop allemand Cinema Bizarre.